# Lijst van gemeenten in het departement Haute-Loire
Hieronder volgt een lijst van de 260 gemeenten (communes) in het Franse departement Haute-Loire (departement 43).

## A
Agnat
- Aiguilhe
- Allègre
- Alleyrac
- Alleyras
- Ally
- Araules
- Arlempdes
- Arlet
- Arsac-en-Velay
- Aubazat
- Aurec-sur-Loire
- Vissac-Auteyrac
- Autrac
- Auvers
- Auzon
- Azérat

## B
Bains
- Barges
- Bas-en-Basset
- Beaulieu
- Beaumont
- Beaune-sur-Arzon
- Beaux
- Beauzac
- Bellevue-la-Montagne
- Berbezit
- Bessamorel
- La Besseyre-Saint-Mary
- Blanzac
- Blassac
- Blavozy
- Blesle
- Boisset
- Bonneval
- Borne
- Le Bouchet-Saint-Nicolas
- Bournoncle-Saint-Pierre
- Le Brignon
- Brioude
- Brives-Charensac

## C
Cayres
- Céaux-d'Allègre
- Cerzat
- Ceyssac
- Chadrac
- Chadron
- La Chaise-Dieu
- Chamalières-sur-Loire
- Chambezon
- Le Chambon-sur-Lignon
- Champagnac-le-Vieux
- Champclause
- Chanaleilles
- Chaniat
- Chanteuges
- La Chapelle-Bertin
- La Chapelle-d'Aurec
- La Chapelle-Geneste
- Charraix
- Chaspinhac
- Chaspuzac
- Chassagnes
- Chassignolles
- Chastel
- Chaudeyrolles
- Chavaniac-Lafayette
- Chazelles
- Chenereilles
- Chilhac
- Chomelix
- La Chomette
- Cistrières
- Cohade
- Collat
- Connangles
- Costaros
- Coubon
- Couteuges
- Craponne-sur-Arzon
- Croisances
- Cronce
- Cubelles
- Cussac-sur-Loire

## D
Desges
- Domeyrat
- Dunières

## E
Espalem
- Espaly-Saint-Marcel
- Esplantas
- Les Estables

## F
Fay-sur-Lignon
- Félines
- Ferrussac
- Fix-Saint-Geneys
- Fontannes
- Freycenet-la-Cuche
- Freycenet-la-Tour
- Frugerès-les-Mines
- Frugières-le-Pin

## G
Goudet
- Grazac
- Grenier-Montgon
- Grèzes

## J
Javaugues
- Jax
- Josat
- Jullianges

## L
Lafarre
- Lamothe
- Landos
- Langeac
- Lantriac
- Lapte
- Laussonne
- Laval-sur-Doulon
- Lavaudieu
- Lavoûte-Chilhac
- Lavoûte-sur-Loire
- Lempdes-sur-Allagnon
- Léotoing
- Lissac
- Lorlanges
- Loudes
- Lubilhac

## M
Malrevers
- Malvalette
- Malvières
- Le Mas-de-Tence
- Mazet-Saint-Voy
- Mazerat-Aurouze
- Mazeyrat-d'Allier
- Mercœur
- Mézères
- Le Monastier-sur-Gazeille
- Monistrol-d'Allier
- Monistrol-sur-Loire
- Monlet
- Montclard
- Le Monteil
- Montfaucon-en-Velay
- Montregard
- Montusclat
- Moudeyres

## O
Ouides

## P
Paulhac
- Paulhaguet
- Pébrac
- Le Pertuis
- Pinols
- Polignac
- Pont-Salomon
- Pradelles
- Prades
- Présailles
- Le Puy-en-Velay

## Q
Queyrières

## R
Raucoules
- Rauret
- Retournac
- Riotord
- Roche-en-Régnier
- Rosières

## S
Saint-André-de-Chalencon
- Saint-Arcons-d'Allier
- Saint-Arcons-de-Barges
- Saint-Austremoine
- Saint-Beauzire
- Saint-Bérain
- Saint-Bonnet-le-Froid
- Saint-Christophe-d'Allier
- Saint-Christophe-sur-Dolaison
- Saint-Cirgues
- Saint-Didier-d'Allier
- Saint-Didier-en-Velay
- Saint-Didier-sur-Doulon
- Saint-Étienne-du-Vigan
- Saint-Étienne-Lardeyrol
- Saint-Étienne-sur-Blesle
- Sainte-Eugénie-de-Villeneuve
- Saint-Ferréol-d'Auroure
- Sainte-Florine
- Saint-Front
- Saint-Geneys-près-Saint-Paulien
- Saint-Georges-d'Aurac
- Saint-Georges-Lagricol
- Saint-Germain-Laprade
- Saint-Géron
- Saint-Haon
- Saint-Hilaire
- Saint-Hostien
- Saint-Ilpize
- Saint-Jean-d'Aubrigoux
- Saint-Jean-de-Nay
- Saint-Jean-Lachalm
- Saint-Jeures
- Saint-Julien-Chapteuil
- Saint-Julien-d'Ance
- Saint-Julien-des-Chazes
- Saint-Julien-du-Pinet
- Saint-Julien-Molhesabate
- Saint-Just-Malmont
- Saint-Just-près-Brioude
- Saint-Laurent-Chabreuges
- Sainte-Marguerite
- Saint-Martin-de-Fugères
- Saint-Maurice-de-Lignon
- Saint-Pal-de-Chalencon
- Saint-Pal-de-Mons
- Saint-Pal-de-Senouire
- Saint-Paul-de-Tartas
- Saint-Paulien
- Saint-Pierre-du-Champ
- Saint-Pierre-Eynac
- Saint-Préjet-Armandon
- Saint-Préjet-d'Allier
- Saint-Privat-d'Allier
- Saint-Privat-du-Dragon
- Saint-Romain-Lachalm
- Sainte-Sigolène
- Saint-Vénérand
- Saint-Vert
- Saint-Victor-Malescours
- Saint-Victor-sur-Arlanc
- Saint-Vidal
- Saint-Vincent
- Salettes
- Salzuit
- Sanssac-l'Église
- Saugues
- La Séauve-sur-Semène
- Sembadel
- Séneujols
- Siaugues-Sainte-Marie
- Solignac-sous-Roche
- Solignac-sur-Loire

## T
Tailhac
- Tence
- Thoras
- Tiranges
- Torsiac

## V
Valprivas
- Vals-le-Chastel
- Vals-près-le-Puy
- Varennes-Saint-Honorat
- Les Vastres
- Vazeilles-Limandre
- Vazeilles-près-Saugues
- Venteuges
- Vergezac
- Vergongheon
- Vernassal
- Le Vernet
- Vézézoux
- Vieille-Brioude
- Vielprat
- Villeneuve-d'Allier
- Les Villettes
- Vorey

## Y
Yssingeaux